# Pravoslavna crkva u Crnoj Gori
Pravoslavna crkva u Crnoj Gori bivši je neformalni naziv za dio Srpske pravoslavne crkve u Crnoj Gori, od sticanja državne neovisnosti 2006. do 2021. godine.
Sačinjavale su je Mitropolija crnogorsko-primorska i Eparhija budimljansko-nikšićka, kao i dijelovi eparhija Mileševske i Zahumsko-hercegovačke.

## Konstituiranje
Pravoslavna crkva u Crnoj Gori je formirana odlukom Svetog arhijerejskog sabora Srpske pravoslavne crkve (AS br. 95/zap. 208) od 26. svibnja 2006. godine u duhu očuvanja jedinstva Crkve i vjekovnog poretka drevne Pećke patrijaršije, poštujući ugled Mitropolije crnogorske i njenu povijesnu ulogu u životu Crne Gore, koja je ponovo stekla svoju državnost i radi što uspješnijeg ostvarivanja misije Crkve.
Pravoslavnu crkvu u Crnoj Gori sačinjavajale su eparhije Srpske pravoslavne crkve: Mitropolija crnogorsko-primorska i Eparhija budimljansko-nikšićka, kao i dijelovi eparhija Mileševske i Zahumsko-hercegovačke.

## Episkopski savjet i ukidanje istoga 2021. godine
Nakon obnove Eparhije budimljansko-nikšićke (2001.) i ustoličenja novoizabranog budimljansko-nikšićkog episkopa Joanikija Mićovića (2002.), pravoslavni kršćani u Crnoj Gori su po prvi put nakon skoro pola stoljeća dobili i drugog stolujućeg episkopa (pored cetinjskog) na svojoj teritoriji, nakon čega je u rujnu 2003. godine održan i savjet svih episkopa čije eparhije u cjelini ili djelomično pokrivaju područje Crne Gore, a slični sastanci su povremeno održavani i tokom narednih godina.
Nakon proglašenja državne neovisnosti Crne Gore (2006.), stekli su se uvjeti za stvaranje stalnog Episkopskog savjeta, po uzoru na ranije osnovane episkopske savjete u Hrvatskoj i Bosni i Hercegovini.
Episkopski savjet Pravoslavne crkve u Crnoj Gori sačinjavali su episkopi eparhija Crnogorsko-primorske, Budimljansko-nikšićke, Mileševske i Zahumsko-hercegovačke. Episkopskim savjetom je predsjedavao arhiepiskop cetinjski i mitropolit crnogorsko-primorski Amfilohije Radović. Ovo tijelo se sastajalo po potrebi, radi savjetovanja i donošenja odluka iz nadležnosti Episkopskog savjeta.
Jedna od osnovnih dužnosti Episkopskog savjeta Pravoslavne crkve u Crnoj Gori bila je da u suradnji s državom Crnom Gorom i nadležnim državnim organima pokrene i pomaže izradu i donošenje Zakona o položaju Pravoslavne crkve i različitih vjerskih zajednica u Crnoj Gori, kao i da preduzme sve potrebne mjere u cilju zaštite sveukupne duhovne i materijalne, pokretne i nepokretne imovine Pravoslavne crkve u Crnoj Gori, kao i na donošenju Zakona o restituciji nacionalizovane i oduzete crkvene imovine nakon Drugog svjetskog rata.
O svome radu Episkopski savjet Pravoslavne crkve u Crnoj Gori je bio dužan, shodno utemeljenom kanonskom poretku, da izvještava Sveti arhijerejski sabor Srpske pravoslavne crkve.
Na sjednici održanoj 1. prosinca 2006. godine na Cetinju, Episkopski savjet je razmatrao niz pitanja koja su se odnosila na buduće ustavno reguliranje položaja vjerskih zajednica u Crnoj Gori. Tada je zaključeno da bi u novom ustavu, koji je u to vrijeme bio u pripremi, trebalo zadržati osnovna rješenja iz dotadašnjeg Ustava Crne Gore (1992.). Istoga dana, članovi Episkopskog savjeta sastali su se i s Filipom Vujanovićem, tadašnjim Predsjednikom Crne Gore, koji je isto boravio na Cetinju. Tom prilikom, vođeni su razgovori o nizu pitanja iz oblasti crkveno-državnih odnosa, a predsjedniku Vujanoviću su saopćeni i stavovi Episkopskog savjeta o budućim ustavnim rješenjima.
Na proljetnom (svibanjskom) zasjedanju (2021. godine) Svetog Arhijerejskog Sabora Srpske pravoslavne crkve u Beogradu, ukinuti su svi episkopski savjeti, pa tako i ovaj u Crnoj Gori. Srbijanski povjesničar Aleksandar Raković je naveo podatak da je neformalni naziv Pravoslava crkva u Crnoj Gori, isključen iz uporabe 25. ožujka 2021., jer su ga Milo Đukanović i manji dio sveštenstva Mitropolije crnogorsko-primorske koristili tako da neistinito sugerira da je riječ o samostalnoj crkvi ili crkvi koja je na putu da to postane.